# Roger Ibañez
Roger Ibañez da Silva (ur. 23 listopada 1998 w Canelii) – brazylijski piłkarz urugwajskiego pochodzenia, występujący na pozycji obrońcy w saudyjskim klubie Al-Ahli oraz w reprezentacji Brazylii. Wychowanek PRS Futebol Clube, w trakcie swojej kariery grał także w takich zespołach, jak Sergipe, Fluminense, Atalanta i AS Roma. Młodzieżowy reprezentant Brazylii.